# Monumento a la Paz (El Salvador)
El Monumento a la Paz se encuentra ubicado en el municipio de San Marcos, en El Salvador. Está ubicado exactamente en el kilómetro 8 de La Carretera a Comalapa.
Fue diseñado por el escultor Rubén Martínez en honor a los Acuerdos de Paz de Chapultepec. La figura del «Cristo de la Paz» que predomina en la estructura, fue elaborada con casquillos de balas, latón y bronce fundido; y tiene los brazos extendidos como símbolo de reconciliación entre las ideologías de derecha e izquierda y a manera de «bendición al pueblo salvadoreño». También resalta una paloma en su mano izquierda en posición de vuelo.
El monumento se develó en 1994 en ocasión de los Juegos Deportivos Centroamericanos que tuvieron lugar en la ciudad de San Salvador ese mismo año.